# 夜 (クルアーン)

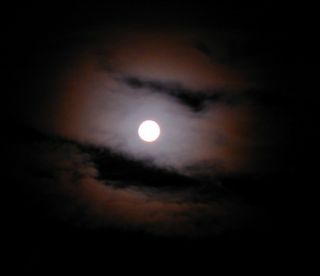
夜

『夜』（アラビア語:الليل）は、クルアーンの92番目のスーラ。21節（アーヤ）からなる。マッカ啓示。

## 内容
アッラーのために人事の限りを尽して努力するならば、あらゆる御助けにあずかり必ず満足を与えられると教えられる。